# George Ezra/Diskografie
Diese Diskografie ist eine Übersicht über die musikalischen Werke des englischen Singer-Songwriters George Ezra. Den Schallplattenauszeichnungen zufolge verkaufte er bisher mehr als 37,6 Millionen Tonträger, wovon er alleine in Deutschland bis heute über 1,5 Millionen Tonträger verkaufte. Seine erfolgreichste Veröffentlichung ist die Single Budapest mit über 9,8 Millionen verkauften Einheiten.

## Alben

### Studioalben
| Jahr | Titel Musiklabel                            | Höchstplatzierung, Gesamtwochen, AuszeichnungChartplatzierungen (Jahr, Titel, Musiklabel, Platzierungen, Wochen, Auszeichnungen, Anmerkungen) | Höchstplatzierung, Gesamtwochen, AuszeichnungChartplatzierungen (Jahr, Titel, Musiklabel, Platzierungen, Wochen, Auszeichnungen, Anmerkungen) | Höchstplatzierung, Gesamtwochen, AuszeichnungChartplatzierungen (Jahr, Titel, Musiklabel, Platzierungen, Wochen, Auszeichnungen, Anmerkungen) | Höchstplatzierung, Gesamtwochen, AuszeichnungChartplatzierungen (Jahr, Titel, Musiklabel, Platzierungen, Wochen, Auszeichnungen, Anmerkungen) | Höchstplatzierung, Gesamtwochen, AuszeichnungChartplatzierungen (Jahr, Titel, Musiklabel, Platzierungen, Wochen, Auszeichnungen, Anmerkungen) | Anmerkungen                                               |
| Jahr | Titel Musiklabel                            | DE | AT | CH | UK | US | Anmerkungen                                               |
| ---- | ------------------------------------------- | --- | --- | --- | --- | --- | --------------------------------------------------------- |
| 2014 | Wanted on Voyage Columbia Records (Sony)    | DE8 Gold · (38 Wo.)DE | AT9 (28 Wo.)AT | CH6 Gold · (59 Wo.)CH | UK1 ×5Fünffachplatin · (180 Wo.)UK | US19 Gold · (38 Wo.)US | Erstveröffentlichung: 30. Juni 2014 Verkäufe: + 2.405.000 |
| 2018 | Staying at Tamara’s Columbia Records (Sony) | DE10 Gold · (65 Wo.)DE | AT6 (65 Wo.)AT | CH6 (46 Wo.)CH | UK1 ×4Vierfachplatin · (189 Wo.)UK | US68 (1 Wo.)US | Erstveröffentlichung: 23. März 2018 Verkäufe: + 1.570.000 |
| 2022 | Gold Rush Kid Columbia Records (Sony)       | DE12 (8 Wo.)DE | AT9 (8 Wo.)AT | CH6 (7 Wo.)CH | UK1 Gold · (39 Wo.)UK | — | Erstveröffentlichung: 10. Juni 2022 Verkäufe: + 127.500   |

### EPs
| Jahr | Titel Musiklabel                               | Anmerkungen                            |
| ---- | ---------------------------------------------- | -------------------------------------- |
| 2013 | Did You Hear the Rain? Columbia Records (Sony) | Erstveröffentlichung: 25. Oktober 2013 |
| 2014 | Cassy O’ Columbia Records (Sony)               | Erstveröffentlichung: 7. März 2014     |

## Singles
| Jahr | Titel Album                               | Höchstplatzierung, Gesamtwochen, AuszeichnungChartplatzierungen (Jahr, Titel, Album, Platzierungen, Wochen, Auszeichnungen, Anmerkungen) | Höchstplatzierung, Gesamtwochen, AuszeichnungChartplatzierungen (Jahr, Titel, Album, Platzierungen, Wochen, Auszeichnungen, Anmerkungen) | Höchstplatzierung, Gesamtwochen, AuszeichnungChartplatzierungen (Jahr, Titel, Album, Platzierungen, Wochen, Auszeichnungen, Anmerkungen) | Höchstplatzierung, Gesamtwochen, AuszeichnungChartplatzierungen (Jahr, Titel, Album, Platzierungen, Wochen, Auszeichnungen, Anmerkungen) | Höchstplatzierung, Gesamtwochen, AuszeichnungChartplatzierungen (Jahr, Titel, Album, Platzierungen, Wochen, Auszeichnungen, Anmerkungen) | Anmerkungen                                                                                          |
| Jahr | Titel Album                               | DE | AT | CH | UK | US | Anmerkungen                                                                                          |
| --- | ----------------------------------------- | --- | --- | --- | --- | --- | --- |
| 2013 | Did You Hear the Rain? Wanted on Voyage   | — | AT72 (1 Wo.)AT | — | UK— SilberUK | — | Erstveröffentlichung: 1. November 2013 Verkäufe: + 200.000                                           |
| 2013 | Budapest Wanted on Voyage                 | DE3 Platin · (43 Wo.)DE | AT1 Gold · (34 Wo.)AT | CH7 Platin · (52 Wo.)CH | UK3 ×6Sechsfachplatin · (76 Wo.)UK | US32 ×4Vierfachplatin · (23 Wo.)US | Erstveröffentlichung: 13. Dezember 2013 Verkäufe: + 9.836.400                                        |
| 2014 | Cassy O’ Wanted on Voyage                 | — | — | — | UK70 Gold · (4 Wo.)UK | — | Erstveröffentlichung: 13. Juni 2014 Verkäufe: + 400.000                                              |
| 2014 | Blame It on Me Wanted on Voyage           | DE27 Gold · (25 Wo.)DE | AT11 (17 Wo.)AT | CH16 (12 Wo.)CH | UK6 ×3Dreifachplatin · (38 Wo.)UK | US— GoldUS | Erstveröffentlichung: 11. August 2014 Verkäufe: + 2.815.000                                          |
| 2014 | Listen to the Man Wanted on Voyage        | — | — | — | UK41 Platin · (16 Wo.)UK | — | Erstveröffentlichung: 28. Oktober 2014 Verkäufe: + 650.000                                           |
| 2015 | Barcelona Wanted on Voyage                | — | — | — | UK— PlatinUK | US— GoldUS | Erstveröffentlichung: 28. August 2015 Verkäufe: + 1.245.000                                          |
| 2017 | Don’t Matter Now Staying at Tamara’s      | — | — | — | UK66 Gold · (6 Wo.)UK | — | Erstveröffentlichung: 16. Juni 2017 Verkäufe: + 400.000                                              |
| 2018 | Paradise Staying at Tamara’s              | DE24 Gold · (24 Wo.)DE | AT2 Platin · (24 Wo.)AT | CH38 (13 Wo.)CH | UK2 ×4Vierfachplatin · (53 Wo.)UK | — | Erstveröffentlichung: 19. Januar 2018 Verkäufe: + 2.915.000                                          |
| 2018 | Shotgun Staying at Tamara’s               | DE12 Platin · (25 Wo.)DE | AT4 ×2Doppelplatin · (26 Wo.)AT | CH4 ×2Doppelplatin · (35 Wo.)CH | UK1 ×7Siebenfachplatin · (134 Wo.)UK | US— PlatinUS | Erstveröffentlichung: 18. Mai 2018 Verkäufe: + 7.933.333                                             |
| 2018 | Hold My Girl Staying at Tamara’s          | DE— GoldDE | AT53 Platin · (9 Wo.)AT | CH— GoldCH | UK8 ×3Dreifachplatin · (26 Wo.)UK | — | Promoveröffentlichung: 9. März 2018 Singleveröffentlichung: 28. September 2018 Verkäufe: + 2.465.000 |
| 2019 | Pretty Shining People Staying at Tamara’s | — | — | — | UK25 Platin · (18 Wo.)UK | — | Erstveröffentlichung: 8. März 2019 Verkäufe: + 655.000                                               |
| 2021 | Come on Home for Christmas –              | DE100 (1 Wo.)DE | — | — | UK8 Silber · (11 Wo.)UK | — | Erstveröffentlichung: 3. November 2021 Verkäufe: + 200.000; Charteinstieg DE: 30. Dezember 2022      |
| 2022 | Anyone for You (Tiger Lily) Gold Rush Kid | DE79 (11 Wo.)DE | AT52 Gold · (11 Wo.)AT | CH63 Gold · (15 Wo.)CH | UK12 Platin · (26 Wo.)UK | — | Erstveröffentlichung: 28. Januar 2022 Verkäufe: + 680.000                                            |
| 2022 | Green Green Grass Gold Rush Kid           | DE55 (12 Wo.)DE | AT17 Platin · (… Wo.)AT | CH58 Gold · (… Wo.)CH | UK3 ×2Doppelplatin · (… Wo.)UK | — | Erstveröffentlichung: 22. April 2022 Verkäufe: + 1.520.000                                           |
| 2022 | Dance All Over Me Gold Rush Kid           | — | — | — | UK61 Silber · (5 Wo.)UK | — | Erstveröffentlichung: 30. September 2022 Verkäufe: + 200.000                                         |
| Folgende Lieder erschienen nicht als Single, wurden aber durch das Album zum Download und Streaming bereitgestellt und konnten somit eine Platzierung erlangen: |                                           | | | | | | |
| |                                           | | | | | | |
| 2014 | Leaving It Up to You Wanted on Voyage     | — | — | — | UK95 Silber · (1 Wo.)UK | — | Charteinstieg: 5. Juli 2014                                                                          |

## Statistik

### Chartauswertung
|                     | DE    | AT    | CH    | UK    | US    |
| ------------------- | ----- | ----- | ----- | ----- | ----- |
| Nummer-eins-Alben   | DE—DE | AT—AT | CH—CH | UK3UK | US—US |
| Top-10-Alben        | DE2DE | AT3AT | CH3CH | UK3UK | US—US |
| Alben in den Charts | DE3DE | AT3AT | CH3CH | UK3UK | US2US |

|                       | DE    | AT    | CH    | UK     | US    |
| --------------------- | ----- | ----- | ----- | ------ | ----- |
| Nummer-eins-Singles   | DE—DE | AT1AT | CH—CH | UK1UK  | US—US |
| Top-10-Singles        | DE1DE | AT3AT | CH2CH | UK7UK  | US—US |
| Singles in den Charts | DE7DE | AT8AT | CH6CH | UK14UK | US1US |

### Auszeichnungen für Musikverkäufe
| Land/RegionAuszeichnungen für Musikverkäufe (Land/Region, Auszeichnungen, Verkäufe, Quellen) | Silber       | Gold       | Platin         | Diamant  | Verkäufe   | Quellen                     |
| -------------------------------------------------------------------------------------------- | ------------ | ---------- | -------------- | -------- | ---------- | --------------------------- |
| Australien (ARIA)                                                                            | —            | 2× Gold2   | 35× Platin35   | —        | 2.520.000  | aria.com.au                 |
| Belgien (BRMA)                                                                               | —            | —          | 2× Platin2     | —        | 70.000     | ultratop.be                 |
| Dänemark (IFPI)                                                                              | —            | 5× Gold5   | 11× Platin11   | —        | 880.000    | ifpi.dk                     |
| Deutschland (BVMI)                                                                           | —            | 5× Gold5   | 2× Platin2     | —        | 1.500.000  | musikindustrie.de           |
| Frankreich (SNEP)                                                                            | —            | 2× Gold2   | —              | Diamant1 | 484.733    | infodisc.fr snepmusique.com |
| Italien (FIMI)                                                                               | —            | 3× Gold3   | 4× Platin4     | —        | 300.000    | fimi.it                     |
| Kanada (MC)                                                                                  | —            | 3× Gold3   | 6× Platin6     | —        | 600.000    | musiccanada.com             |
| Mexiko (AMPROFON)                                                                            | —            | Gold1      | Platin1        | —        | 90.000     | amprofon.com.mx             |
| Neuseeland (RMNZ)                                                                            | —            | 2× Gold2   | 26× Platin26   | —        | 712.500    | radioscope.co.nz NZ2        |
| Niederlande (NVPI)                                                                           | —            | Gold1      | Platin1        | —        | 90.000     | nvpi.nl                     |
| Norwegen (IFPI)                                                                              | —            | —          | Platin1        | —        | 40.000     | ifpi.no                     |
| Österreich (IFPI)                                                                            | —            | 2× Gold2   | 5× Platin5     | —        | 180.000    | ifpi.at                     |
| Polen (ZPAV)                                                                                 | —            | 5× Gold5   | 4× Platin4     | —        | 160.000    | olis.pl                     |
| Schweden (IFPI)                                                                              | —            | —          | 2× Platin2     | —        | 80.000     | sverigetopplistan.se        |
| Schweiz (IFPI)                                                                               | —            | 4× Gold4   | 3× Platin3     | —        | 110.000    | hitparade.ch                |
| Spanien (Promusicae)                                                                         | —            | —          | 2× Platin2     | —        | 120.000    | elportaldemusica.es         |
| Südafrika (RISA)                                                                             | —            | Gold1      | 7× Platin7     | —        | 170.000    | risa.org.za                 |
| Vereinigte Staaten (RIAA)                                                                    | —            | 3× Gold3   | 5× Platin5     | —        | 6.500.000  | riaa.com                    |
| Vereinigtes Königreich (BPI)                                                                 | 10× Silber10 | 2× Gold2   | 39× Platin39   | —        | 23.010.000 | bpi.co.uk                   |
| Insgesamt                                                                                    | 10× Silber10 | 41× Gold41 | 156× Platin156 | Diamant1 |            |                             |